# Armée impériale russe
Pour les articles homonymes, voir Armée impériale et Armée russe.
L’armée impériale russe (russe : Русская императорская армия) est le nom donné aux forces militaires de l’Empire russe avant 1917 et la révolution d'Octobre. C’est elle qui vainquit entre autres les forces de Napoléon de 1812 à 1814 et qui mena de nombreuses guerres contre les Ottomans de 1676 à 1917. Le commandant suprême de l'armée était l'empereur de Russie (ou tsar dans le langage courant).
Grâce à la puissance numérique et tactique de son armée, l’Empire russe fut l’une des plus grandes puissances militaires mondiales pendant plusieurs centaines d’années. Devenue l'armée d'un fragile régime républicain (gouvernement provisoire), elle est dissoute par les bolcheviks le 29 janvier 1918. Elle fournira les cadres des armées de la guerre civile russe, armées blanches, plusieurs armées indépendantistes, et l'Armée rouge créée par le régime bolchevik et qui deviendra la force militaire de l’URSS.

L’Empire russe en 1867

## Expansion militaire russe de Pierre le Grand à Catherine II

### Naissance d'une armée moderne

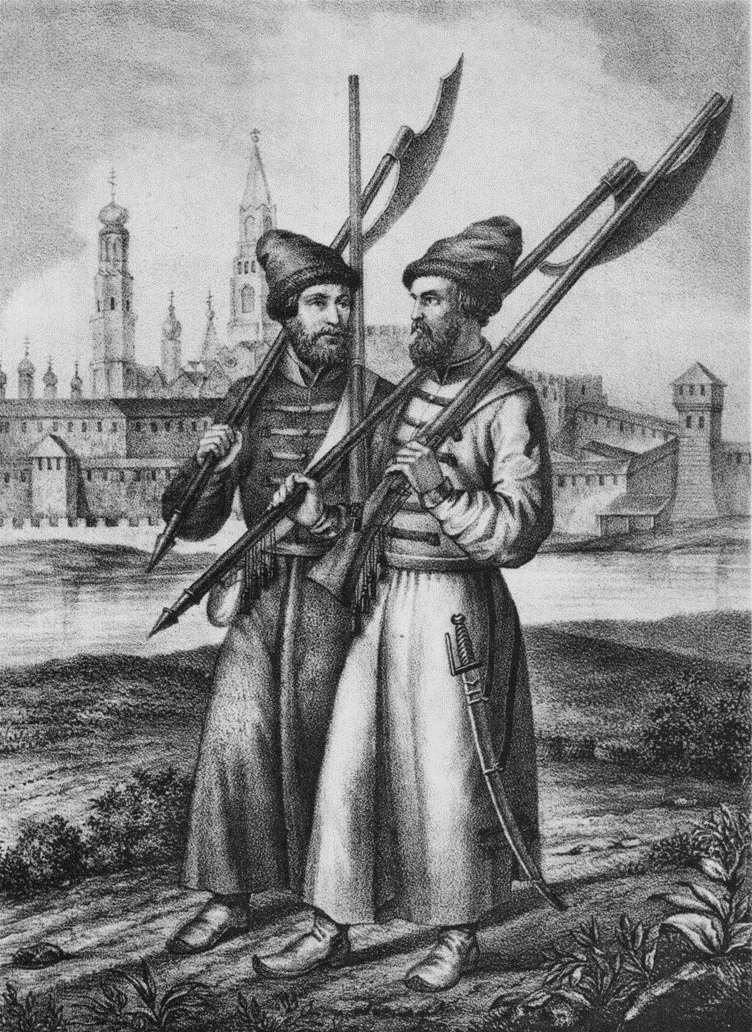
Les streltsy, troupes d'élite de l'armée russe jusqu'en 1698.

La Russie des XVIe et XVIIe siècles est un pays fermé où les visiteurs étrangers sont considérés avec méfiance ; cependant, elle ressent très tôt le besoin de faire appel à des militaires et techniciens étrangers pour renforcer son armée, notamment en artillerie. Sous Ivan le Terrible (de 1533 à 1584), l'armée du tsar compte 4 300 étrangers, surtout Anglais et Écossais ; leur nombre descend à 2 500 sous Boris Godounov ; beaucoup disparaissent pendant les Temps des Troubles, puis reviennent au cours du XVIIe siècle, comme les Écossais Alexander Leslie et Patrick Gordon ; ce dernier sera un des plus fidèles conseillers du jeune tsar Pierre le Grand. Celui-ci dissout le corps d'élite traditionnel des streltsy qui s'étaient révoltés contre lui au début de son règne puis, après ses défaites contre Charles XII de Suède, comprend la nécessité de réformer l'armée sur le modèle occidental : en 1698, il importe 700 officiers étrangers dont beaucoup se révéleront être des aventuriers ou sans expérience. Il entreprend alors la formation d'un corps d'officiers issus de la noblesse russe. Tout noble apte au service doit, sous peine de déchéance et confiscation de ses biens, servir comme soldat à partir de l'âge de 13 ans, puis comme officier. Un noble ne peut devenir officier s'il n'a pas servi comme soldat dans la Garde impériale. De 1700 à 1702, 2 913 nobles sont formés dans l'armée et 940 commencent leur entraînement. En 1701, sur 1 137 officiers d'infanterie, un tiers sont étrangers, alors que pratiquement tous les officiers de cavalerie sont issus de la noblesse russe.

### Guerre russo-turque de 1676-1681

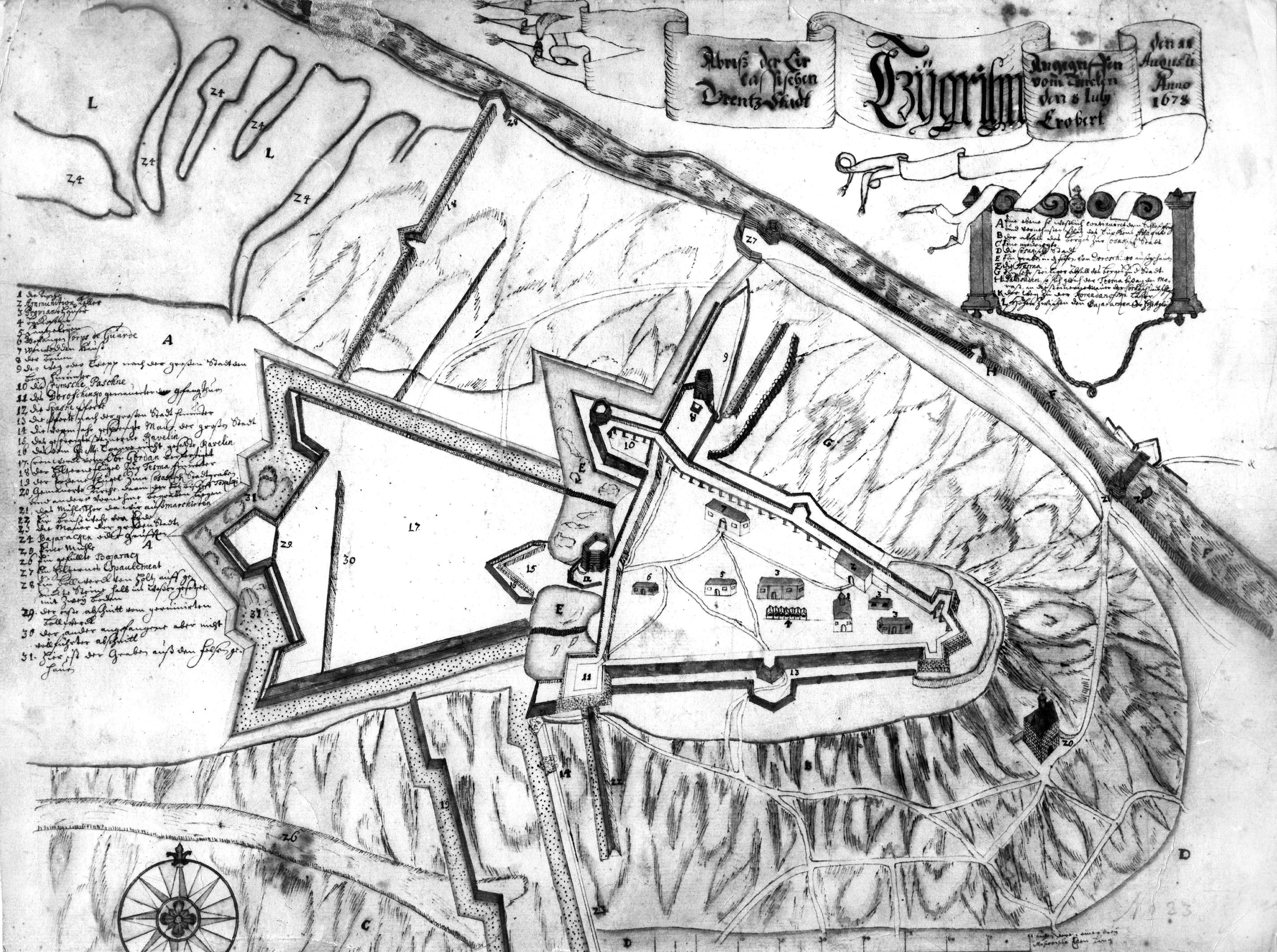
Plan de la forteresse de Tchyhyryne dessiné par Patrick Gordon en 1678.

La Guerre russo-turque de 1676-1681 est un conflit ayant opposé le tsarat de Russie à l'Empire ottoman dans la seconde moitié du XVIIe siècle, avec comme enjeu la domination territoriale de l’Ukraine à partir de la ville stratégique de Tchyhyryne, située sur la rive droite du Dniepr.
Après la guerre, les frontières russo-ottomanes sont délimitées au Dniepr.

### Campagnes de Crimée (1687-1689)
Défaite de l’armée russe qui tente d’envahir le Khanat de Crimée afin d’obtenir un accès à la mer d'Azov. Accélère la prise du pouvoir du futur Pierre le Grand.

### Grande guerre du Nord (1700-1721)

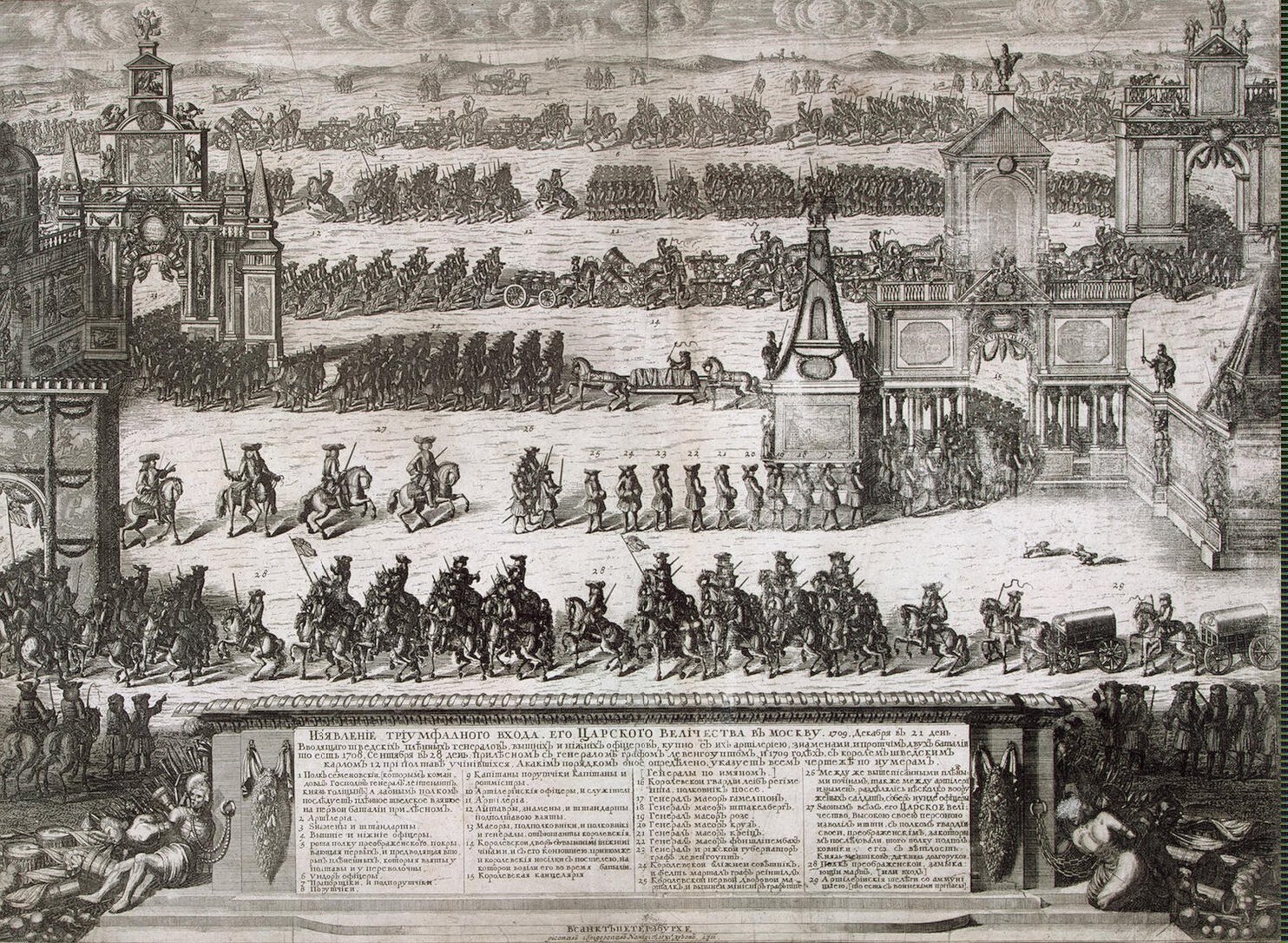
Retour triomphal de l'armée russe après la victoire de Poltava sur les Suédois en 1709.

De 1700 à 1721, la grande guerre du Nord ou seconde guerre du Nord voit l’affrontement de la Suède (aidée de l’Empire ottoman de 1710 à 1711) et d’une coalition réunissant la Russie, le Danemark-Norvège et la Saxe-Pologne (auxquels se joignent aussi la Prusse et Hanovre, à partir de 1715). Malgré la valeur de l'armée suédoise commandée par Charles XII, l'armée russe, entraînée et équipée à l'occidentale par Pierre le Grand, sort victorieuse et devient le pouvoir dominant sur la mer Baltique.

### Guerre russo-persane de 1722-1723
La guerre russo-iranienne de 1722-1723, connue dans l’histoire Russe comme la campagne persane de Pierre le Grand, est une guerre entre la Russie et la Perse, l’actuel Iran. Elle est déclenchée par le tsar pour essayer d’étendre l’influence russe dans les régions de la Mer Caspienne et du Caucase du sud et pour empêcher que son rival, l’Empire ottoman, ne gagne de nouveaux territoires dans cette région aux dépens des Séfévides alors sur le déclin.
Avant la campagne, Pierre Ier de Russie conclut une alliance avec le roi géorgien Vakhtang VI de Karthlie et avec le Catholicos d’Arménie Asdvadzadur. Ces dirigeants chrétiens sont en quête d’une aide russe dans leur lutte contre les deux puissances expansionnistes musulmanes : la Turquie et la Perse.
En juillet 1722 l’Armée impériale, qui compte environ 22 000 hommes, embarque à Astrakhan sur les bateaux nouvellement construits de la Flotte Caspienne menée par l’amiral Fiodor Apraxine. Ils sont rejoints plus tard par environ 22 000 cavaliers et des Cosaques marchant par route depuis Tsaritsyne. Le 23 août 1722 les armées russes capturent Derbent dans le sud du Daghestan. Cependant, durant l’automne de cette année des tempêtes sur la mer Caspienne forcent Pierre le Grand à retourner à Astrakhan, quittant la garnison russe installée à Derbent et à Sviatoï Krest. En septembre 1722, Vakhtang VI établit son camp à Gandja avec une armée combinée géorgio-arménienne de 40 000 hommes pour se joindre à l’expédition russe.
En décembre 1722 les armées navales et terrestres russes sous le commandement du général Mikhaïl Matiouchkine s’empare de Rasht et procèdent à la prise de Bakou en juillet 1723. Le succès militaire russe et l’invasion turque des possessions perses dans le Caucase du sud au printemps 1723 forcent le gouvernement de Tahmasp II à signer le traité de Saint-Pétersbourg (en) qui voient Derbent, Bakou et les provinces perses du Chirvan, du Gilan, du Mazandaran et d’Astrabad passer aux Russes le 12 septembre 1723.

### Guerre de Sept Ans (1756-1763)
La Russie se joint à une coalition européenne comprenant la France, la monarchie autrichienne et la Suède contre la Prusse de Frédéric II. La guerre est longtemps indécise mais l'avènement du tsar Pierre III, grand admirateur de Frédéric, amène le retrait russe et évite un désastre prussien.

### Guerre russo-turque de 1768-1774)

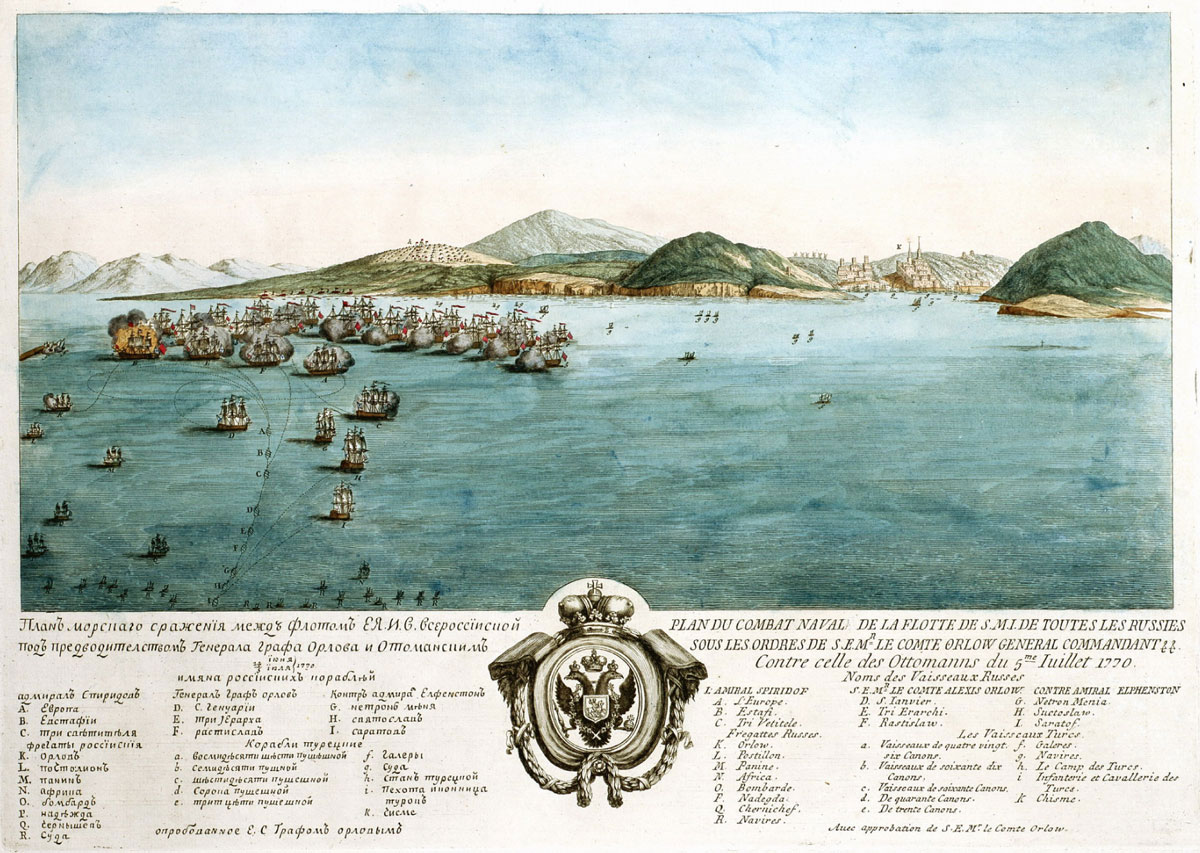
Bataille navale de Tchesmé entre Russes et Ottomans le 6 juillet 1770.

La Russie de Catherine II remporte une victoire décisive sur l'Empire ottoman et occupe le khanat de Crimée qui sera annexé par la Russie en 1778. Une flotte russe fait le tour de l'Europe jusqu'en mer Égée et déclenche la révolution d'Orloff en Grèce ottomane.

### Révoltes intérieures
L'armée russe est plusieurs fois appelée à combattre des révoltes intérieures de paysans et de cosaques comme celle de Stenka Razine en 1670-1671 et surtout celle d'Emelian Pougatchev en 1773-1775.

### Guerre russo-turque de 1787-1792
La Russie, alliée de l'Autriche, livre encore une guerre à l'Empire ottoman de 1787 à 1792.

### Partages de la Pologne
La Russie participe aux trois partages de la Pologne qui mettent fin à la république des Deux Nations ; les tentatives de résistance polonaise sont écrasées en 1792 et 1794.

## Guerres contre la France révolutionnaire et impériale

### Une grande puissance militaire et ses limites

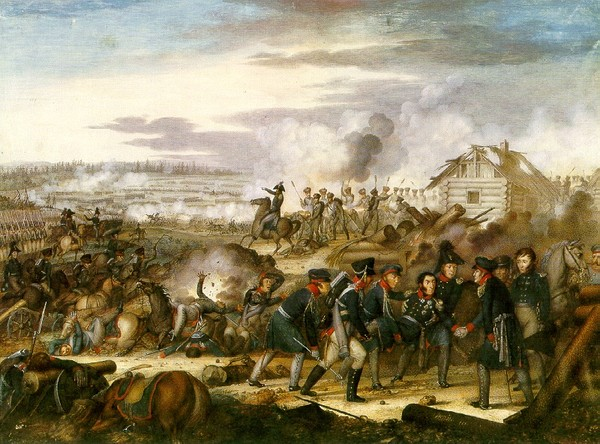
Mort du maréchal Piotr Bagration à la bataille de la Moskova le 7 septembre 1812, peinture de Jean Gerin (1816).

L'armée russe dans les guerres de la Révolution et de l'Empire, au tournant des XVIIIe et XIXe siècles, est une des premières du continent mais avec de nombreuses lacunes d'organisation. Le règne de Paul Ier, de 1796 à 1801, est marqué par une série de réformes, tantôt utiles comme la lutte contre la corruption, tantôt inadéquates comme la suppression des noms traditionnels de régiments, qui seront rétablis par son successeur Alexandre Ier, ou la distribution de nouveaux uniformes inspirés de l'armée prussienne mais serrés et incommodes.
L'armée, jusqu'en 1805, n'a pas de structure permanente au-dessus du régiment. Ses chefs sont généralement issus des cercles supérieurs de la noblesse russe tandis que les soldats, d'origine paysanne, sont soumis aux châtiments corporels. Les officiers de rang moyen et inférieur sont mal formés et rarement en mesure de commander à des manœuvres complexes. L'artillerie est de bonne qualité et ses officiers formés dans le corps des cadets et les académies militaires. L'infanterie, quand elle est bien commandée, a une réputation de fermeté presque fanatique. Cependant, faute de financement, ses hommes n'ont eu que peu d'exercices de tir. Les officiers de cavalerie sont beaucoup plus estimés que leurs collègues de l'infanterie, réputés ignorants et paresseux. La cavalerie lourde fait l'admiration des observateurs étrangers par la haute taille et la bonne tenue des hommes et des chevaux ; cependant, à partir de 1803, son importance est réduite au bénéfice de la cavalerie légère. En 1805, on compte 6 régiments de cuirassiers, 30 de dragons, 8 de hussards, un de Tatars. La défaite d'Austerlitz, en décembre 1805, entraîne une série de réformes comme la création de divisions et de corps d'armée.

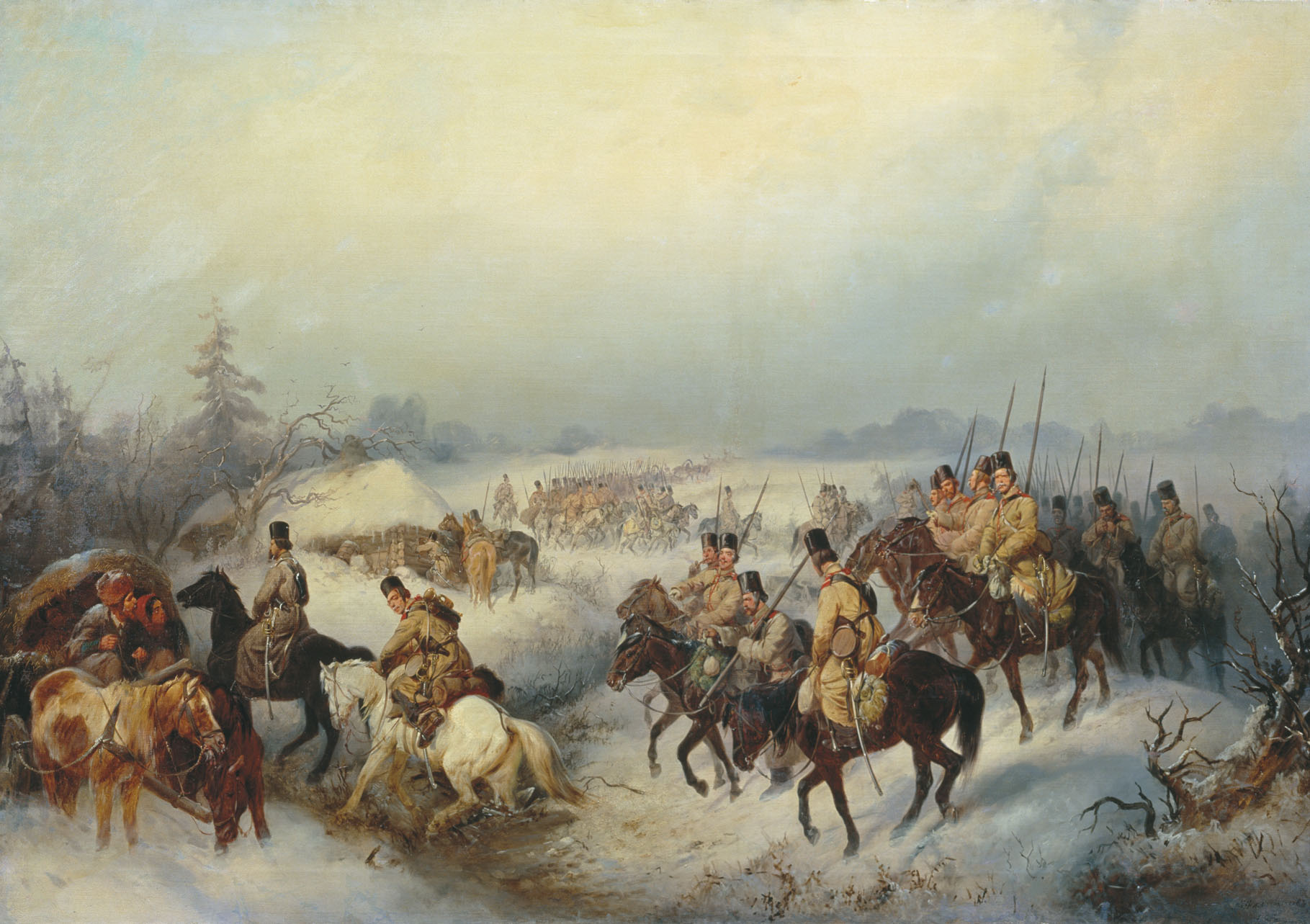
Cosaques en marche dans la neige, peinture de Konstantin Filippov, 1851.

La Garde impériale fait figure de troupe d'élite, commandée par des officiers issus de la haute noblesse. En 1805, elle compte 3 régiments de grenadiers, un de chasseurs à pied, deux de cuirassiers, un de hussards et deux de cosaques de la Garde.
Les cosaques, constituent une cavalerie irrégulière des régions frontalière, peu utile en bataille rangée mais appréciée pour la reconnaissance et le harcèlement ; cependant leur illettrisme limite leur usage en reconnaissance tandis que leurs habitudes sauvages effraient les populations alliées.
Un des handicaps de l'armée russe est l'immensité des distances qui rend lent et difficile le déplacement des troupes d'un secteur à l'autre.

### Guerre de la Deuxième Coalition (1798-1802)
L'armée russe commandée par Souvorov se joint à la coalition européenne contre la République française. Mal soutenue par ses alliés autrichiens et britanniques, elle est battue en Suisse à la bataille de Zurich ainsi que lors de l'expédition en Hollande. Cependant, la campagne de l'amiral Seniavine permet à la Russie de prendre pied pour peu de temps en Méditerranée.

### Guerre de la Troisième Coalition (1805)
La Russie se joint à une coalition européenne contre Napoléon. Elle sort de la guerre après la défaite d'Austerlitz.

### Guerre de la Quatrième Coalition (1806-1807)
La Russie vient au secours de la Prusse battue par Napoléon. Après une dure campagne d'hiver, la France et la Russie concluent les traités de Tilsit.

### Guerre russo-turque de 1806-1812
Le soulèvement de la Serbie contre l'Empire ottoman entraîne une intervention progressive de la Russie, d'abord hésitante car l'empereur Alexandre doit gérer plusieurs théâtres d'opérations très éloignés, en Méditerranée, où la Russie protège la république des Sept-Îles, et sur le Danube, tout en soutenant la guerre de la Quatrième Coalition contre la France. La flotte de l'amiral Dmitri Seniavine menace les Dardanelles mais le tsar abandonne ses possessions méditerranéennes par le traité de Tilsit en 1807. Alexandre essaie d'établir un protectorat sur la Serbie (pachalik de Belgrade) et propose à Napoléon un partage de l'Empire ottoman, que celui-ci refuse. Au début de 1812, la menace d'une nouvelle guerre contre la France amène Alexandre à faire la paix avec les Ottomans.

### Guerre russo-suédoise (1808-1809)
Le rapprochement franco-russe après Tilsit permet au tsar d'intervenir dans les affaires scandinaves : à l'issue d'une courte guerre contre la Suède, il occupe la Finlande, ce qui met Saint-Pétersbourg à l'abri d'une invasion.

### Guerre Patriotique (1812)

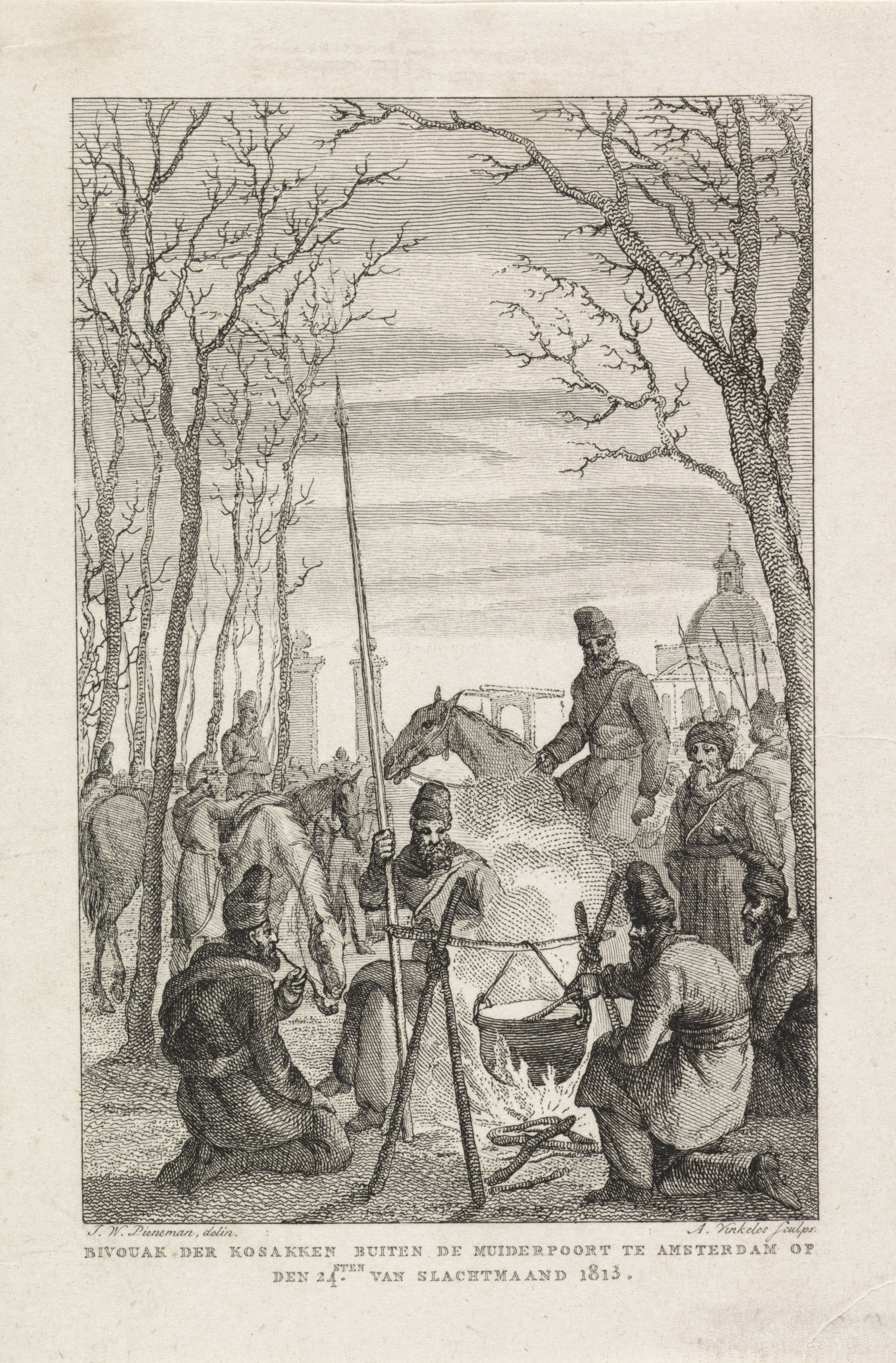
Campement de cosaques près d'Amsterdam en 1813.

La campagne de Russie de 1812 est une campagne militaire menée par l’empereur Napoléon, alors au sommet de sa puissance. La Russie est la dernière grande puissance d'Europe continentale qui refuse de se joindre au blocus continental contre le Royaume-Uni. Napoléon n'envisage pas au départ la conquête de la Russie mais espère que des victoires sur les armées russes dans les régions frontalières amèneront le tsar à se soumettre : cependant, le feld-maréchal Michel Barclay de Tolly, à la tête d'une armée russe inférieure en nombre, refuse la bataille décisive contre la Grande Armée ; il se replie jusqu'à Smolensk tout en pratiquant la tactique de la terre brûlée. Le tsar le remplace alors par Mikhaïl Koutouzov qui livre la bataille indécise de la Moskova avant d'abandonner Moscou, évacuée et incendiée par les Russes avant son occupation par les Français. La Grande Armée, trop nombreuse pour se loger et se nourrir, encombrée d'une masse de butin inutile, voit ses communications harcelées par les cosaques et les bandes de paysans dressés contre l'envahisseur. La retraite française dans le froid de l'automne russe décime les forces qui restent à Napoléon.
Seulement à peu près 90 000 des hommes de Napoléon survivent à la campagne de Russie. Les victimes russes au cours des quelques rares batailles rangées sont comparables aux pertes françaises, mais les pertes civiles le long de la route empruntée par les armées, dans un territoire dévasté, sont beaucoup plus élevées que les pertes militaires. Au total, en dépit d’estimations hâtives de plusieurs millions de morts, on estime les pertes à environ un million de morts, également réparties entre Français et Russes. Les pertes militaires s’élèvent à 300 000 Français, 70 000 Polonais, 50 000 Italiens, 80 000 Allemands, et 210 000 Russes. En plus des pertes humaines, les Français perdent aussi quelque 200 000 chevaux et plus de 1 000 pièces d’artillerie.
La Grande Armée perd environ 5 hommes par maladie (typhus et dysenterie) pour chaque homme perdu au combat.

### Campagnes d'Allemagne et de France (1813 - 1814)

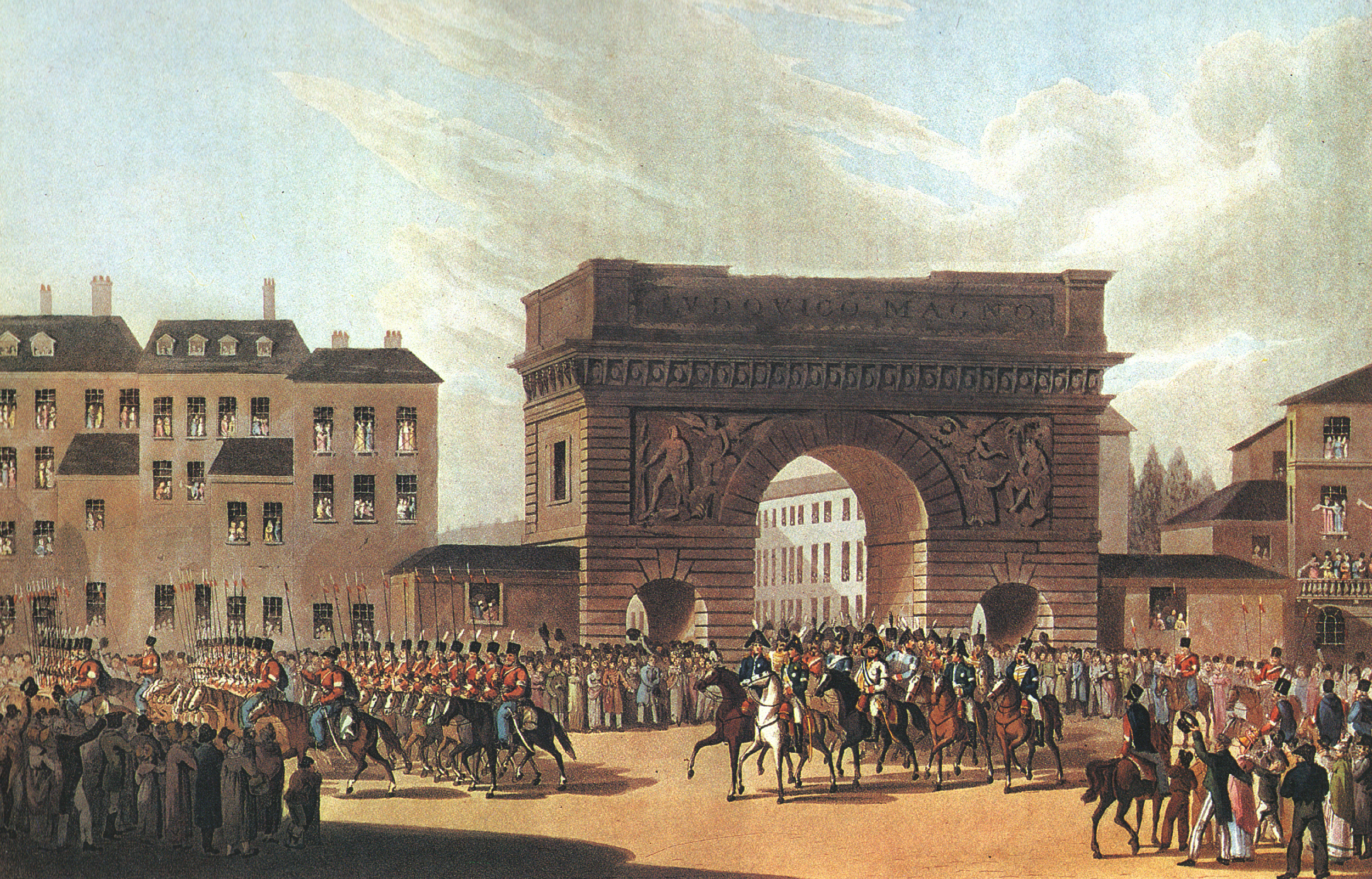
Les Russes entrent à Paris en 1814.

Après la défaite de Napoléon en 1812, la Russie devient la puissance principale de la Sixième Coalition . En 1813, elle conduit la « guerre de libération » de l'Allemagne, ralliant la Prusse, la Suède gouvernée par Bernadotte, puis l’Autriche. Les coalisés remportent la bataille de Leipzig ou « bataille des nations » (16-19 octobre 1813), la partie centrale de leurs forces étant commandée par le Russe Barclay de Tolly, obligeant Napoléon à se replier à l'ouest du Rhin.
En 1814, les forces réunies des coalisés envahissent le nord-est de la France, divisées en trois armées : Bohême (Schwarzenberg), Silésie (Blücher) et Nord (Bernadotte). Napoléon tente de stopper, puis de contourner l’offensive ennemie et de la prendre à revers, alors que les Alliés se dirigent sur Paris et que les défections se multiplient. Les Alliés entrent dans Paris le 31 mars 1814.
La reddition de Paris, et le refus de combattre des généraux qui l’accompagnent, décident Napoléon à abdiquer à Fontainebleau le 6 avril. L'armée russe participe à l'occupation de la France.

## La Russie dans l'équilibre européen

### De la Sainte Alliance à la rivalité des impérialismes
La Russie sort des guerres napoléoniennes avec le prestige d'une armée victorieuse devenue la première puissance terrestre d'Europe. En 1816, avec un effectif de 800 000 hommes, son armée dépasse celles de l'Autriche, de la France, de la Prusse et du Royaume-Uni réunis et jusqu'en 1914, elle reste la plus nombreuse du continent. Elle est le pilier de la Sainte Alliance des monarchies conservatrices et a généralement l'avantage sur l'armée ottomane qu'elle affronte à trois reprises de 1828 à 1878. Cependant, sa rivalité avec l'Empire britannique et avec la France, redevenue une puissance militaire de premier plan, vient contrarier ses ambitions vers les Balkans et les Détroits. Son retard industriel est manifeste lors de la guerre de Crimée. Le développement progressif du transport ferroviaire, à partir du milieu du XIXe siècle, ne suffit pas à résoudre les problèmes logistiques d'un espace continental démesuré, tandis que, malgré un effort d'armement considérable et une croissance industrielle rapide, son retard technique sur l'Allemagne ne fait que s'accroître.

### Guerre russo-turque de 1828-1829
La guerre russo-turque est une conséquence de l'insurrection grecque contre les Ottomans qui éclate en 1828, la Russie apportant son soutien aux insurgés.
Au déclenchement des hostilités, l’armée russe compte 92 000 hommes, et l’armée ottomane 150 000. En juin 1828, le gros des troupes russes, commandées par l’empereur Nicolas Ier, traverse le Danube et pénètre dans la Dobroudja. Auparavant, le général en chef de l’armée russe, le prince Pierre Wittgenstein, était entré en Valachie et s’était emparé de Brăila et Bucarest sans difficulté.
Les Russes mettent ensuite le siège devant trois villes importantes de Bulgarie : Choumen, Varna et Silistra. Avec l’aide de la flotte de la mer Noire, commandée par Alexeï Greig, Varna tombe le 29 septembre. Le siège se révèle plus problématique, la garnison ottomane étant supérieure en nombre aux assaillants ; de plus, les Ottomans parviennent à couper les Russes de leurs bases, ce qui entraîne une disette et contribue au déclenchement d’épidémies dans leur troupes. Sur toute la durée de la guerre, les maladies font plus de victimes que les combats.
L’hiver approchant, l’armée russe doit abandonner le siège de Choumen et de Silistra, et se retirer en Bessarabie. En février 1829, Wittgenstein, jugé trop pusillanime par l’empereur, est remplacé par Hans Karl von Diebitsch, tandis que Nicolas Ier part pour Saint-Pétersbourg. Le 7 mai, Diebitsch traverse le Danube avec 60 000 hommes et remet le siège devant Silistra. Le Sultan envoie 40 000 hommes au secours de Varna, mais cette armée est mise en déroute par Diebitsch lors de la bataille de Kulevicha, le 30 mai. Silistra tombe aux mains des Russes le 19 juin. Dans le même temps, sur le front du Caucase, Ivan Paskevitch prend Akhaltsikhé, Erevan, Kars, puis Erzeroum le 27 juin.
La 9e guerre russo-turque se termine avec le traité d’Andrinople, favorable à l’Empire russe.

### Insurrection polonaise de 1830-1831
La Pologne russe, reconnue comme royaume autonome sous la couronne russe par le congrès de Vienne en 1815, se révolte en novembre 1830 et, vaincue, perd son autonomie.

### Conquête du Caucase de 1817-1864
La transformation des pays du Caucase en vice-royauté russe se heurte à une forte résistance des montagnards musulmans conduits, de 1834 à 1859, par l'imam Chamil.

### Guerre de Crimée ou guerre russo-turque de 1853-1856
La guerre de Crimée (1853-1856) est une guerre entre l’Empire russe et l’Empire ottoman. Le conflit se déroule sur le pourtour de la mer Noire.
À la suite d'une querelle mineure sur les lieux saints, le tsar Nicolas Ier réclame un protectorat sur les chrétiens de l'Empire ottoman. Après le refus de la Sublime Porte, le tsar fait occuper les principautés roumaines (Valachie et Moldavie) en juillet 1853. L’Empire ottoman déclare alors la guerre à la Russie le 4 octobre 1853.
Les Français et les Britanniques, puis les Sardes (Piémontais), s’allient aux Ottomans.

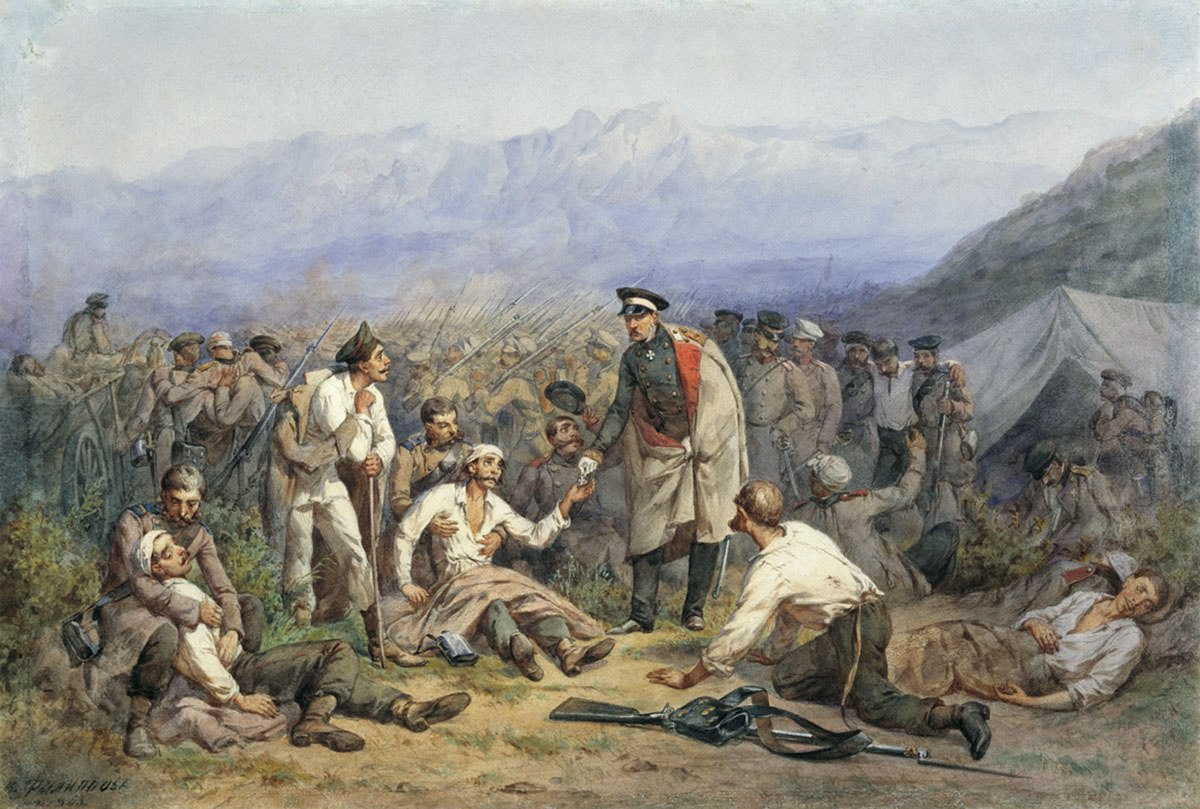
Après la bataille (Sébastopol), peinture de Konstantin Filippov, milieu du XIX.

La flotte turque est détruite par l’escadre russe dans le port de Sinope, le 30 novembre 1853. Les opérations s'enlisent en Dobroudja où l'armée ottomane, soutenue par le corps expéditionnaire franco-britannique, bloque l'avance russe ; les deux camps sont décimés par les épidémies.

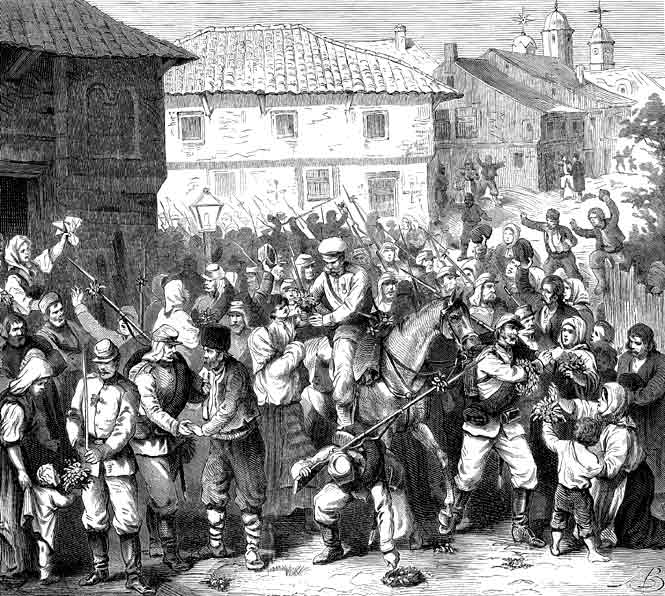
Troupes russes à Veliko Tarnovo, gravure de B. Brown et A. Baldinger, Illustrated Chronicle, 1877.

Pour débloquer la situation, les alliés décidèrent de débarquer en Crimée et d’attaquer la principale base de la marine russe en mer Noire, Sébastopol.
Après leur débarquement en Crimée le 14 septembre 1854, les alliés battent les Russes à l’Alma (20 septembre) Évitant de s'aventurer dans l'intérieur de la Russie, ils préfèrent mettre le siège devant Sébastopol. Les Russes doivent saborder leurs navires et utiliser leurs canons comme artillerie additionnelle ainsi que leurs équipages comme troupe à terre. Pendant ce siège, les adversaires s’affrontent dans les batailles de Balaklava (25 octobre) et d’Inkerman (5 novembre). L'armement supérieur des Occidentaux, notamment le fusil à canon rayé, leur donne l'avantage en bataille rangée.
Avec l’accession d’Alexandre II les pourparlers de paix commencent. Le traité de Paris, signé le 30 mars 1856, met fin au conflit.

### Guerre russo-turque de 1877-1878
La Russie entre en guerre contre l'Empire ottoman pour soutenir le désir d'indépendance de la principauté de Roumanie, des Serbes de Bosnie et des Bulgares. L'armée russe est victorieuse dans les Balkans, où elle menace Constantinople, et dans le Caucase où elle reprend Kars mais la pression des puissances européennes l'oblige à limiter ses ambitions au congrès de Berlin.

### Conscription sous les derniers tsars
Sous Alexandre II, le régime de la conscription est réformé : au lieu d'un service de 25 ans qui le détachait totalement de sa communauté d'origine, le conscrit est tiré au sort, soit pour un service de 20 ans dans la milice, soit pour un service de 6 ans dans l'armée active suivi de 9 ans dans la réserve et 5 ans dans la milice. Les cosaques ont un statut spécial fixé par la loi de 1875 : chaque homme doit un service de préparation entre 18 et 21 ans, où il apprend la pratique du combat et du cheval, suivi de 12 ans dans l'armée active, de 21 à 33 ans, et 5 ans dans la réserve, de 33 à 38 ans. Le temps d'armée active se passe en 4 ans dans un des régiments réguliers de son "armée" (voïsko), 4 ans dans son foyer avec son cheval et ses armes, pouvant être appelé à tout moment, et 4 ans dans son foyer sans avoir à entretenir une monture. Le cheval, l'uniforme et l'équipement sont à leurs frais ; l'État ne fournit que les armes et munitions.

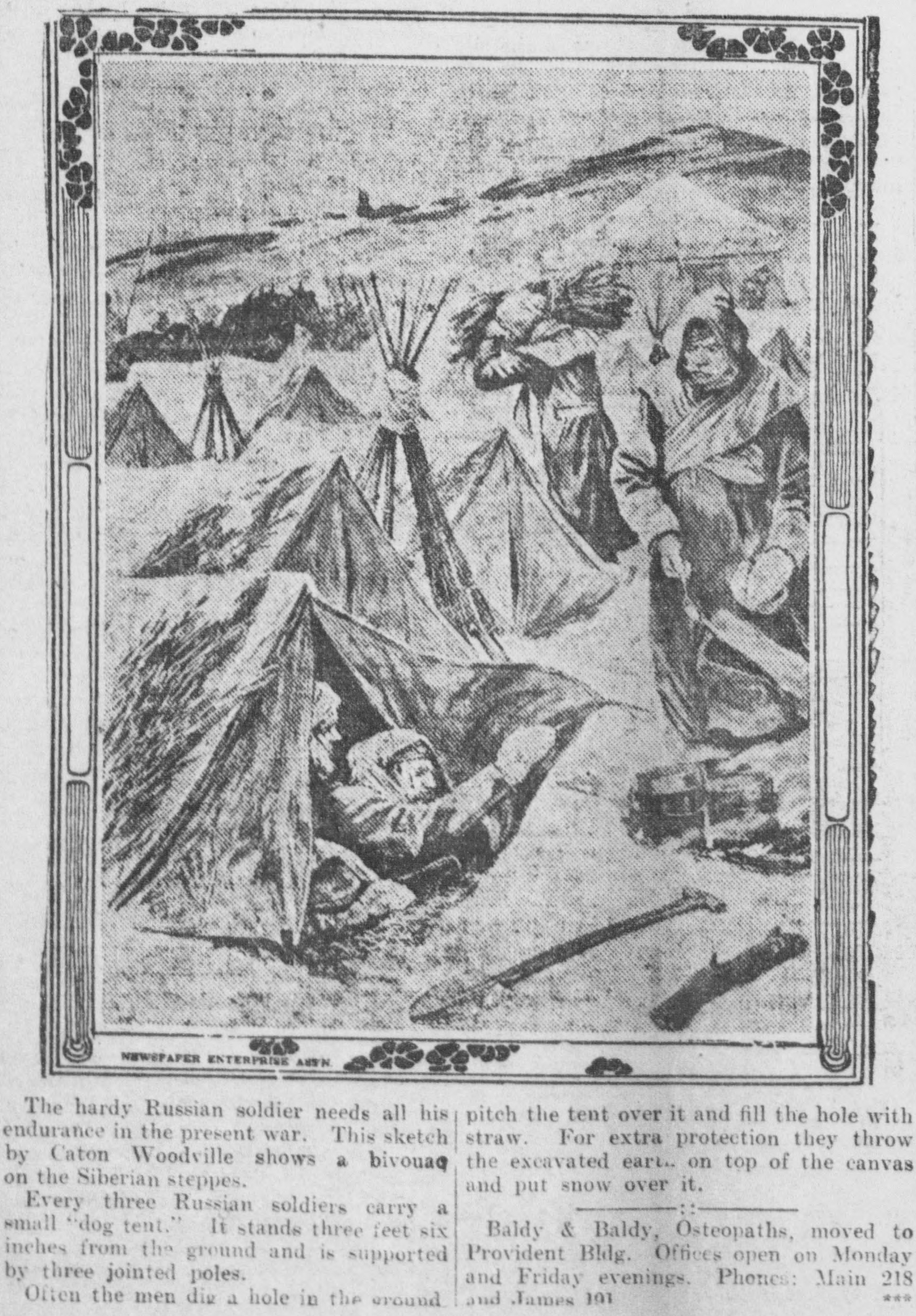
Campement de soldats russes dans la steppe sibérienne : un soldat sur trois porte une tente commune ; elle est posée avec de la paille à l'intérieur, de la terre et de la neige comme isolant à l'extérieur. Dessin de, 1904.

## Des guerres aux révolutions

### Guerre russo-japonaise

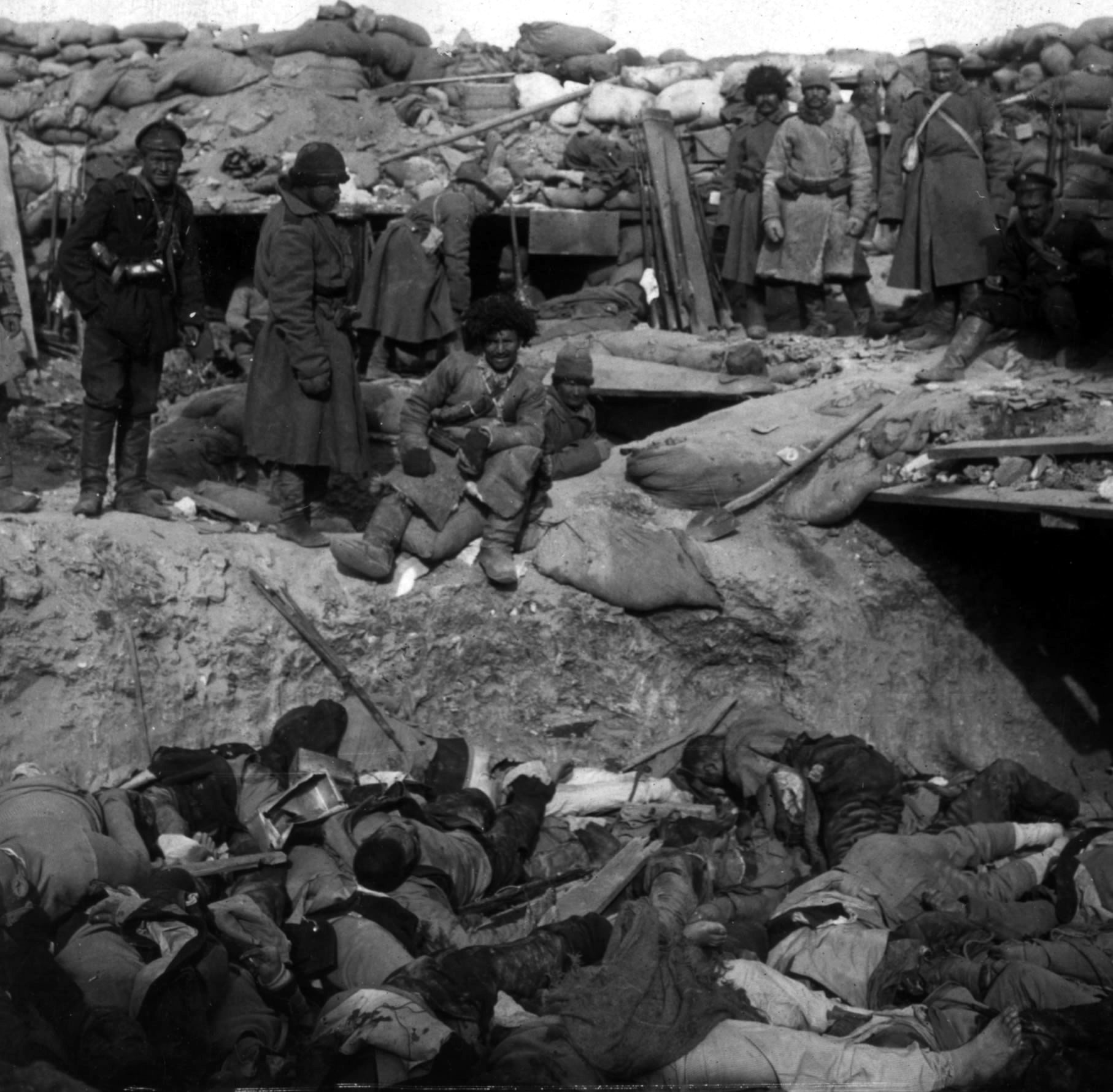
Soldats russes enterrant des militaires japonais.

Les raisons immédiates de ce conflit sont la dispute sur le contrôle de la Corée et de la Mandchourie, et de leurs nombreuses ressources minières, ainsi que la construction du Transmandchourien qui permettent aux Russes de raccourcir le trajet d’Irkoutsk à Vladivostok.
En 1904, le Transsibérien circule, mais les communications sont déficientes dans l’Extrême-Orient de l’Empire russe. Les forces armées russes se retrouvent en infériorité numérique face aux forces terrestres grandissantes du Japon impérial dans la zone. Les forces russes qui sont sur place sont en outre mal ravitaillées, isolées et éloignées de leurs bases ou de leurs forces arrières, ainsi que les unes des autres.
Le 13 janvier 1904, le Japon adresse un ultimatum à la Russie au sujet de la Mandchourie. N’ayant pas obtenu de réponse, le Japon attaque par surprise l’escadre navale de Port-Arthur le 8 février 1904. L’empereur du Japon déclare la guerre à la Russie le 10 février. En mars, les forces armées du Japon débarquent en Corée et conquièrent rapidement le pays. Elles exploitent leur avancée et mettent le siège devant Port-Arthur en août 1904. Les Russes, quant à eux, se replient sur Moukden (actuel Shenyang). Ils reprennent l’initiative en octobre grâce aux renforts venus par le Transsibérien, mais un commandement incompétent fait échouer les attaques. Port-Arthur capitule en janvier 1905. La ville de Moukden tombe au mois de mars. Les combats terrestres, qui ont été acharnés et extrêmement meurtriers de part et d’autre (85 000 morts russes et 71 000 morts japonais) sont alors terminés : les Russes n’ont plus de réserves à faire parvenir en Extrême-Orient.
C’est cependant sur mer que les Japonais vont porter l’estocade aux forces militaires russes lors de la bataille de Tsushima en mai 1905, bataille au cours de laquelle la flotte russe de la Baltique, composée de 45 navires et qui devait secourir Port-Arthur, est envoyée par le fond. Bien que vainqueur, le Japon eut à souffrir de plus de pertes humaines que son adversaire.

### Révolution de 1905

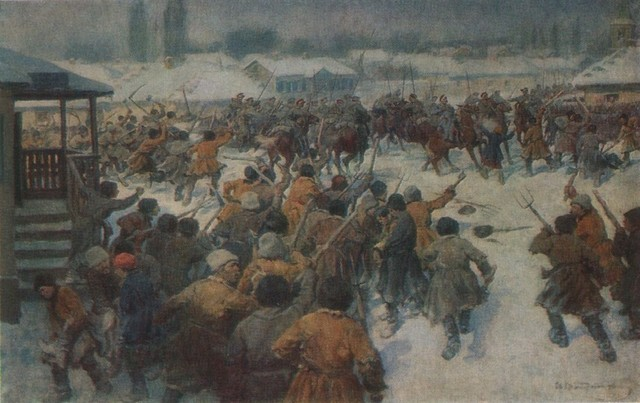
Révolte paysanne à Sorotchintsy (gouvernement de Poltava) en 1905. Toile d' (1869-1947).

La défaite contre le Japon accélère le discrédit du régime autocratique alors que l'industrialisation accentue les tensions sociales : à partir de janvier 1905, l'armée est appelée à réprimer une série d'insurrections à Saint-Pétersbourg, Moscou et dans les provinces. De janvier à octobre 1905, l’armée est envoyée pas moins de 2 700 fois pour réprimer des révoltes dans les campagnes ; il arrive que les soldats, eux-mêmes d’origine paysanne, refusent d’obéir et se mutinent. L'octroi d'un régime parlementaire aux pouvoirs limités n'apaise que temporairement les mécontentements.
Alexandre Goutchkov, leader de l'opposition modérée à la Douma, soutient un programme de réarmement massif mais il le subordonne à une réforme du haut commandement : il demande que l’état-major de la Marine impériale russe passe sous le contrôle du gouvernement et non plus de la Cour, et que l’avancement s’y fasse au mérite et non plus par faveur. Nicolas II n’accepte cette réforme qu’à contrecœur, sur l’insistance de son premier ministre Piotr Stolypine, et en faisant confirmer par le parlement son titre de chef suprême des armées.

### Première Guerre mondiale

Alliances militaires en Europe en 1914-1918.

À la veille du conflit, l’Europe est en proie aux problèmes des nationalités et des revendications de territoires. Ces difficultés concernent surtout le centre du continent. À la suite de l’entrée en guerre de la Russie avec les deux principaux membres de la Triplice et pour tenir ses engagements envers la France, les armées russes lancent une offensive contre l'Empire allemand en Prusse-Orientale et contre l’Autriche-Hongrie en Galicie. Après un début prometteur, celle-ci fut un échec coûteux à la suite de l’envoi de renforts de l’armée allemande qui participaient à l’offensive en France et en Belgique. Mais le manque de troupes allemandes sur le front de l'Ouest se fit cruellement ressentir et conduisit à une guerre de tranchées.

#### Réorganisation et plans
Entre 1906 et 1914, l’armée russe est réorganisée et rééquipée après la défaite contre l’empire du Japon. Certaines des réformes vont dans le bon sens, mais d’autres sont désastreuses. Ainsi la création du Conseil de la Défense nationale en 1908 entraîne la subordination du chef d’état-major général de la Stavka au ministre de la Guerre qui, de facto, détient la totalité du pouvoir militaire. Mais le choix du tsar Nicolas II est malheureux. Le général Soukhomlinov nommé à ce poste en mars 1909 est considéré comme incompétent et d'une probité douteuse. Le général français Serge Andolenko écrit : « On peut dire que le travail de restauration de l’armée est accompli malgré et contre le ministre », il sera démis de ses fonctions en 1915. Concernant l’élaboration des plans de guerre, le ministre se décharge intégralement sur le chef d’état-major général. Ce poste est occupé par six personnes différentes entre 1905 et 1914 et les nominations sont souvent le résultat d’intrigues de cour. Si peu de chose évoluent donc au niveau des généraux, parmi lesquels docilité et ancienneté sont les conditions habituelles des promotions, le niveau des cadres s’améliore sensiblement.
L’armée d’active est parfaitement préparée à l’échelon divisionnaire, parfois au niveau du corps d'armée, mais les armées étaient médiocrement conduites. La tactique était à hauteur[réf. nécessaire], la stratégie, non. En résumé, le haut-commandement russe était de qualité variable, comme chez les autres belligérants. Si l'armée compte théoriquement quatre millions d’hommes sous les drapeaux en 1914 et dispose de 27 millions de réservistes[réf. nécessaire], plus de la moitié ne sont pas mobilisables car en sont exclus les fils uniques, les soutiens de familles et les sujets musulmans. D'autre part, les dimensions de l'empire et les faiblesses des transports ferroviaires russes font que la mobilisation russe est beaucoup plus lente que celles des autres puissances : l'armée allemande a besoin de 16 jours, l'armée française de 17 jours et l'armée russe de trois mois.
Le plan de mobilisation et de déploiement s'appelle le « plan 19 » et date de 1910, modifié en mai 1912 (avec deux variantes, les plans « 19 A » et « 19 G », permutables jusqu'au 9e jour). Ce plan prévoit le déploiement d'un premier échelon de divisions aux frontières, terminant leur concentration du 15e au 20e jour après le début de la mobilisation, le second échelon de divisions restant temporairement en réserve pour la fin de la mobilisation. Le plan 19 A prévoit de déployer 29 divisions (regroupées en deux armées : 1re et 2e) face aux Allemands et 46 divisions (regroupées en quatre armées : 4e, 5e, 3e et 8e) face aux Autrichiens. La variante 19 G, dans l'éventualité d'un déploiement allemand massif, prévoit l'envoi de la 4e armée en Lituanie. Les armées face à la Prusse-Orientale sont regroupées en un groupe d'armées, le « front Nord-Ouest », tandis que celles face à la Galicie en forme un second, le « front Sud-Ouest ». La 6e armée garde Saint-Pétersbourg et la Finlande, la 7e fait de même avec Odessa et l'Ukraine ; la 9e armée est créée à la fin d'août en Pologne, tandis qu'une 10e armée est prévue quand arriveront les troupes du Turkestan et de Sibérie.
Pour respecter les engagements faits aux alliés français, le front Nord-Ouest doit passer à l'offensive le plus tôt possible (la promesse faite à Joffre lors de la conférence d'août 1913 était que les opérations commenceraient dès le 15e jour), mais les détails du plan restent secrets. La répartition des forces russes n'est communiquée à l'ambassadeur français (qui informe immédiatement par télégramme le ministre des Affaires Étrangères à Paris, qui transmet à Joffre) que le 22 août.

#### L’année 1914 sur le front Est

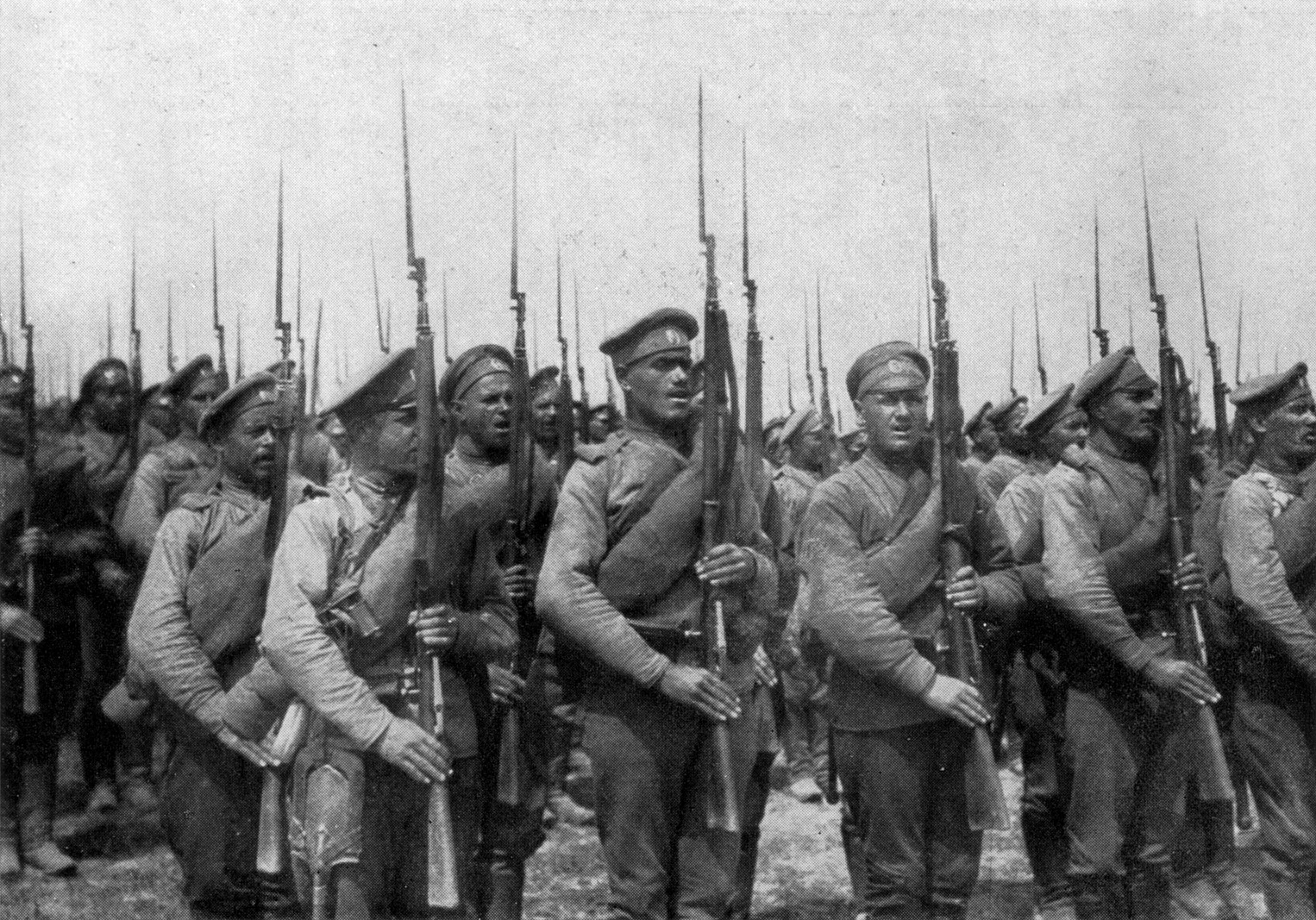
Fantassins russes durant la Première Guerre mondiale.

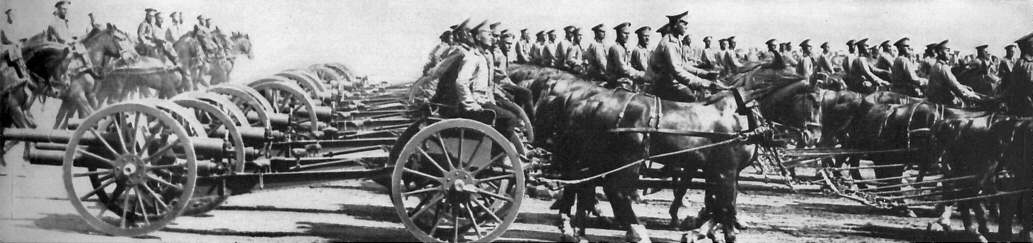
Batterie hippomobile de canons de 76.2 mm Modèle 1902.

À la déclaration de guerre, le commandement des armées est confié au grand duc Nicolas de Russie, oncle du tsar ayant fonction d’adjudant-général. Ce dernier, honnête et compétent, n’a pris aucune part aux plans de mobilisation et d’opérations qu’il doit mettre en œuvre. Sur le front oriental, suivant les plans des Alliés, le tsar lança l’offensive en Prusse-Orientale le 17 août, plus tôt que prévu par les Allemands. À la mi-août, deux armées russes pénétrèrent en Prusse-Orientale et quatre autres envahirent la province autrichienne de Galicie. Ils gagnèrent une victoire à Gumbinnen (19-20 août) sur des forces de la huitième armée allemande inférieures en nombre, qui étaient sur le point d’évacuer la région lorsque des renforts commandés par le général Paul von Hindenburg remportèrent sur la seconde armée russe une victoire décisive à la bataille de Tannenberg (27-30 août 1914), confirmée lors de la bataille des lacs Mazures, le 15 septembre, ce qui obligea les Russes à battre en retraite vers leur frontière.
Au même moment, les Russes écrasent les Autrichiens lors de la bataille de Lemberg qui s’achèvera le 11 septembre. Face aux armées autrichiennes mal équipées, les quatre armées russes avancèrent régulièrement et envahirent la Galicie après les victoires de Lemberg, en août et septembre. Elles s’emparèrent de Lvov (3 septembre) et de la Bucovine et chassèrent leur ennemi dans les Carpates, où le front se stabilisa en novembre. Le 20 octobre, au cours de la bataille de la Vistule, les Allemands battent en retraite devant les Russes dans la boucle de la Vistule. Au début du mois de novembre, Hindenburg devient commandant en chef des armées allemandes sur le front Est et la Serbie déclare la guerre à l'Allemagne.
- 10 novembre : les Russes doivent cesser l’offensive devant la poussée des troupes allemandes sur Łódź.
- 6 décembre : prise de Łódź par les Allemands. L’offensive allemande en Pologne russe est arrêtée avant Varsovie, cf. Bataille de Bolimov.

Bien que le fait soit rarement évoqué, l’armée allemande employa pour la première fois des obus à arme chimique dès fin 1914 en Pologne contre l’armée impériale russe, mais le froid intense les rendit absolument inefficaces. L’Empire ottoman rejoint les Allemands et les Autrichiens et bombarde les côtes russes de la mer Noire du 29 octobre au 20 novembre. À la suite de l’échec des offensives d’août 1914, 65 lieutenants généraux sont nommés en remplacement d’officiers limogés et des talents comme Anton Dénikine peuvent se révéler. Le nombre de généraux en activité en 1916 est de près de 2 250, dont seulement 10 % sont de la noblesse, avec l’exception de la Garde impériale qui n’accepte que des nobles héréditaires comme officiers.

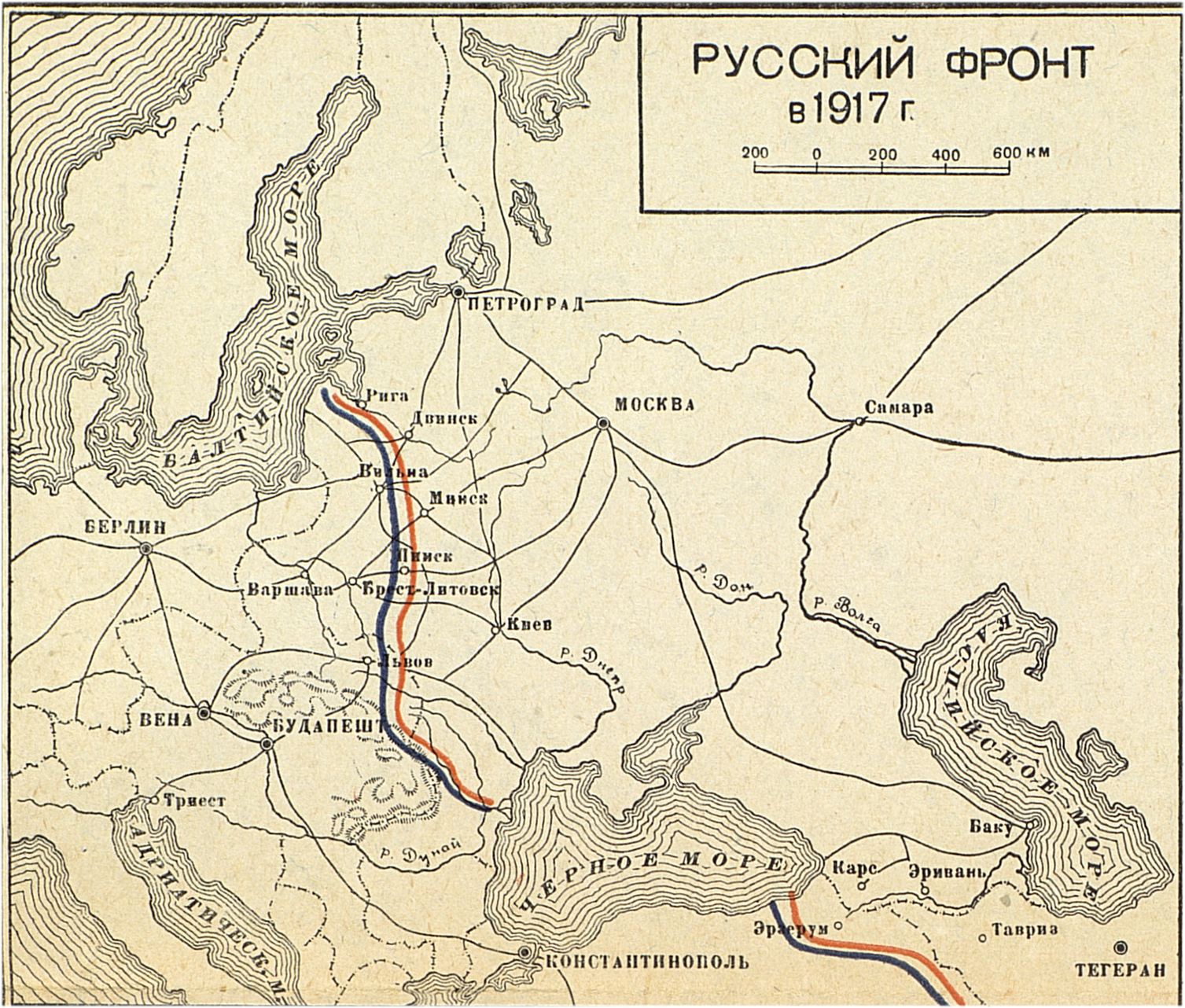
Le front austro-allemand et le front ottoman en 1917.

#### 1915
- 2 mai : offensive austro-allemande en Galicie pour éviter l’invasion de la Hongrie par les Russes.
- 6 mai : les Russes battent en retraite sur un front de 160 km.
- 3 juin : rupture du front russe à Gorlice en Galicie. Les Russes évacuent Przemyśl.
- 22 juin : prise de Lemberg (Lvov) par les Allemands sur les Russes, qui battent en retraite.
- 17 août-14 septembre : Grande Retraite russe, abandon de Varsovie et Kaunas ; repoussés sur Brest-Litovsk, les Russes abandonnent la ligne du Bug. La Pologne est aux mains des empires centraux.
- 26 août-7 octobre : les Russes mettent en échec l'offensive austro-hongroise vers Rivne en Ukraine.

#### 1916
- 10 janvier-16 février : victoire d'Erzurum contre les Ottomans suivie par la prise de Trébizonde et Van.
- 13 février : la 1re brigade spéciale russe constituée (deux régiments), quitte Moscou par le transsibérien et arrive en Mandchourie, à Dairen, le 28 février, d’où elle embarque pour la France sur des navires français.
- 18 mars : offensive des Russes sur les Allemands en Lettonie, au sud de Dvinsk, sans grand succès.
- 4 juin-20 septembre : la grande offensive Broussilov en Galicie oblige les armées austro-hongroise et allemande à ramener massivement des troupes des fronts de l'Ouest et d'Italie.
- Décembre 1916-janvier 1917 : la défaite de l'armée roumaine oblige les Russes à étendre leur front jusqu'à la mer Noire.

#### 1917
- Février-mars : la révolution de Février amène la chute du régime impérial ; le gouvernement provisoire continue la guerre aux côtés de l'Entente mais les soviets de soldats fragilisent la hiérarchie militaire.
- 1er-19 juillet : échec de l'offensive Kerenski.
- 17 septembre : mutinerie des soldats russes à La Courtine.
- 26 novembre : à la suite de la révolution bolchevique, la Russie signe un cessez-le-feu séparé avec l’Allemagne.
- 3 décembre : le dernier chef d’état-major de l’armée impériale, Nikolaï Doukhonine, nommé le 16 novembre 1917, est assassiné.

Les deux révolutions russes de février-mars et d’octobre-novembre 1917 permirent aux Allemands des avancées considérables en Russie. Les Bolcheviks signèrent un armistice avec les empires centraux dès le mois de décembre, puis la paix en mars 1918. Pour obtenir cette paix séparée, ils consentirent à d’énormes sacrifices, dont un « train d’or » (le contenu de celui-ci fut confisqué à l’Allemagne par le traité de Versailles). L’Allemagne occupa de plus la Pologne, l’Ukraine, la Finlande, les Pays baltes et une partie de la Biélorussie. Les Allemands profitèrent aussi de cette défection pour envoyer d’importants renforts sur le front de l'Ouest et tenter d’obtenir une victoire rapide avant l’arrivée effective des Américains.

### Révolutions de 1917

#### Février
Les défaites successives de la Russie lors de la Première Guerre mondiale sont l’une des causes de la révolution. À l’entrée en guerre, tous les partis sont pour cette participation, à l’exception du parti social-démocrate (POSDR). La guerre apporte une série impressionnante de malheurs en Russie. Dès le début du conflit, après quelques succès initiaux, l’armée connaît de lourdes défaites (en Prusse-Orientale notamment) ; les usines s’avèrent insuffisamment productives, le réseau ferroviaire insuffisant, le ravitaillement en armes et denrées de l’armée boiteux. Dans l’armée, les pertes battent tous les records (1 700 000 morts et 5 950 000 blessés) et des mutineries éclatent, le moral des troupes se trouvant au plus bas. Les soldats supportent de moins en moins l’incapacité de leurs officiers (on a ainsi vu des unités monter au combat avec des balles ne correspondant pas au calibre de leur fusil), les brimades et les punitions corporelles en usage dans l’armée.
La famine gronde et les marchandises se font rares. L’économie russe, qui connaissait avant la guerre le taux de croissance le plus élevé d’Europe est coupée du marché européen. La Chambre basse du Parlement russe (la Douma), constituée de partis libéraux progressistes, met en garde le tsar Nicolas II contre ces menaces pour la stabilité de la Russie et du régime et lui conseille de former un nouveau gouvernement constitutionnel. Mais le tsar ignore l’avis de la Douma.
Le mois de février 1917 rassemble toutes les caractéristiques pour une révolte populaire : hiver rude, pénurie alimentaire, lassitude face à la guerre… Tout commence par des grèves spontanées, début février, des ouvriers des usines de la capitale Petrograd. Pendant ces grèves, des manifestations sont organisées pour réclamer du pain et sont soutenues par la main-d’œuvre industrielle, qui trouve là une raison de prolonger la grève. Le premier jour, malgré quelques confrontations avec les forces de l’ordre, il n’y a aucune victime.
Les jours suivants, les grèves se généralisèrent dans tout Petrograd et la tension monte. Les slogans, jusque-là plutôt discrets, se politisent : « À bas la guerre ! », « À bas l’autocratie ! ». Cette fois, les affrontements avec la police font des victimes des deux côtés. Les manifestants s’arment en pillant les postes de police.
Après trois jours de manifestations, le Tsar mobilise les troupes de la garnison de la ville pour mater la rébellion. Les soldats résistent aux premières tentatives de fraternisation et tuent de nombreux manifestants. Toutefois, la nuit, une partie de la troupe rejoint progressivement le camp des insurgés, qui peuvent ainsi s’armer plus convenablement. Entre-temps, le tsar, désemparé, n’ayant plus les moyens de gouverner, dissout la Douma et élit un comité provisoire.
C’est le triomphe de la révolution. Le tsar Nicolas II abdique le 2 mars (jusqu’en 1918, la Russie utilisait le calendrier julien, qui a 13 jours de retard sur celui grégorien. Le 2 mars de l’« ancien style » correspond donc au 15 mars du « nouveau style »). Tous les régiments de la garnison de Petrograd se joignent aux révoltés. le premier épisode de la révolution fait tout de même des centaines de victimes, en majorité parmi les manifestants. Elle provoque la fin du tsarisme et les premières élections au soviet des ouvriers et soldats de Petrograd.

#### Octobre
La révolution d’Octobre (russe : Октябрьская революция) en Russie, aussi connue sous le nom de révolution bolchevique, fait référence à la révolution qui a commencé par la prise du pouvoir par les Bolcheviks le 7 novembre 1917 (20 novembre dans le calendrier grégorien).

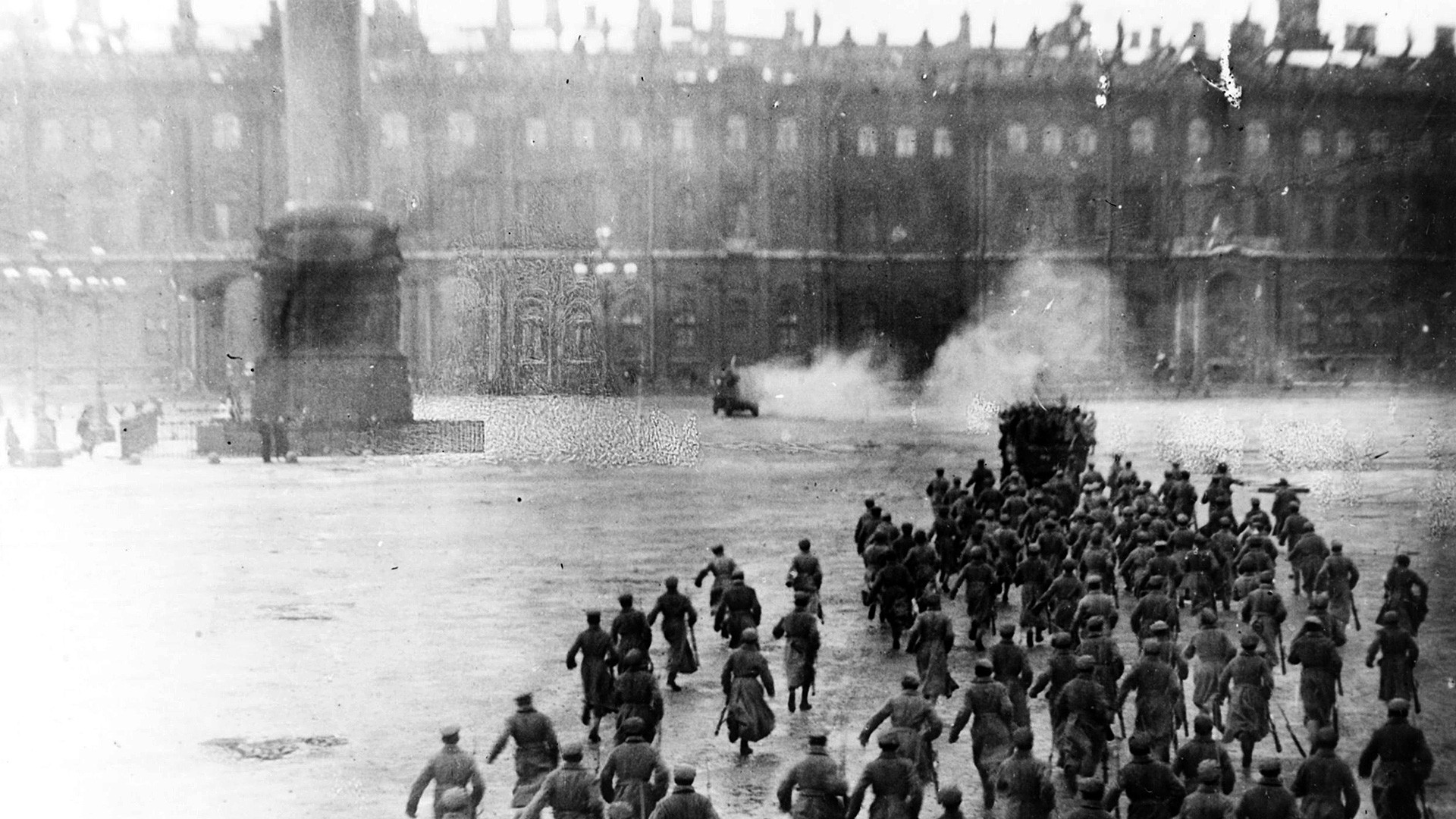
La prise du Palais d'Hiver reconstituée en 1927 par Sergueï Eisenstein.

Dans les quelques heures qui suivirent l’insurrection de Moscou et de Saint-Pétersbourg, une poignée de décrets allait jeter les bases de la révolution.
- Décret sur la paix. Tout d’abord, Lénine annonce l’abolition de la diplomatie secrète et la proposition à tous les pays belligérants d’entamer des pourparlers « en vue d’une paix équitable et démocratique, immédiate, sans annexions et sans indemnités ». Seule l’Allemagne accepte. Trotski, nommé commissaire du peuple aux Affaires étrangères, fait alors publier les traités secrets entre grandes puissances, tel le pacte d’alliance franco-russe de 1894 ou les accords Sykes-Picot de 1916 partageant d’avance le Proche-Orient entre les Alliés. Le 15 décembre, un armistice russo-allemand est signé à Brest-Litovsk et des négociations de paix s’engagent.
- Ensuite, un décret sur la terre : « la grande propriété foncière est abolie immédiatement sans aucune indemnité », et laisse aux soviets de paysans la liberté d’en faire ce qu’ils désirent, socialisation de la terre ou partage entre les paysans pauvres. Dans les faits, ce décret entérine la réalité, puisque les paysans ont spontanément procédé depuis l’été à des occupations massives de grands domaines. Du moins s’assure-t-on ainsi de la neutralité bienveillante des campagnes, qui durera jusqu’au printemps 1918.
- D’autres mesures suivront, comme la nationalisation des banques (14 décembre), le contrôle ouvrier sur la production, la création d’une milice ouvrière, la souveraineté et l’égalité de tous les peuples de Russie, leur droit à disposer d’eux-mêmes « y compris par la séparation totale et la constitution d’un État indépendant », la suppression de tout privilège à caractère national ou religieux, la séparation de l’Église orthodoxe et de l’État, le passage du calendrier julien au calendrier grégorien, etc.

Conscients qu’ils ne pourraient gouverner sans l’appui du monde rural, constituant l’immense majorité du pays, les bolcheviks convoquèrent du 10 au 16 novembre un congrès paysan, qui, malgré une majorité socialiste-révolutionnaire hostile aux bolcheviks, adopta le décret sur la terre et apporta son soutien au nouveau gouvernement révolutionnaire, consacrant très provisoirement l’union entre le prolétariat et la paysannerie.

#### Après la révolution
La guerre civile russe est l’ensemble des événements qui déchirent la Russie durant quatre années, du début de 1918 à la fin de 1921. Elle se situe dans le prolongement de la révolution russe d'Octobre 1917 et se poursuit jusqu’à la proclamation de la NEP.
La guerre civile russe n’oppose pas simplement les révolutionnaires bolcheviks aux « Blancs » monarchistes partisans du retour à l’ancien régime tsariste. La violence ruineuse du conflit n’est pas dû non plus qu’au choc des terreurs « blanche » et « rouge » décidées d’en haut. Cette guerre civile est d’abord un chaos indescriptible et très violent, où l’État et la société russes se sont désintégrés sous la poussée de multiples forces centrifuges, jusqu’à leur reconstruction et leur reprise en main par les bolcheviks victorieux.
Selon Nicolas Werth :

« Ce qui s’écroule en 1917, c’est aussi l’État. Et la première chose que vont faire les bolcheviks, c’est de le reconstruire. Avec toute une série de piliers fondamentaux : la mise en place d’une armée plus efficace que les autres, d’appareils de répression, avec de très forts pouvoirs, et puis la capacité extraordinaire de bricoler un appareil d’État, avec à la fois des ralliés monarchistes qui y voient la fin du chaos des jacqueries paysannes et toute une gamme de nouveaux venus qui étaient dans les comités sans être nécessairement bolcheviks et qui vont y trouver une place. »

La guerre a vu en effet les autres formations révolutionnaires (mencheviks, SR, anarchistes, députés de l’ex-Constituante se battre également contre les bolcheviks, parfois de façon autonome, parfois au prix d’une collusion compromettante avec les généraux blancs). Les tentatives d’émancipation de minorités nationales, l’action des « armées vertes » paysannes (hostiles à la fois aux bolcheviks et aux Blancs), la défense de projets de société concurrents (Makhnovchina anarchiste en Ukraine), l’intervention étrangère, les multiples règlements de compte et les déchaînements de violence spontanés n’ont pu qu’ajouter aux troubles. Enfin, les retournements d’alliance et les divisions internes n’ont pas manqué, ni les retournements de situation : Kiev change ainsi 14 fois de main pendant la guerre.
Les bolcheviks ont bénéficié de leur organisation supérieure et de leur discipline. Bien qu’ils aient rencontré (et réprimé) des résistances populaires virulentes, leur programme a été finalement bien moins mal reçu des masses que celui des Blancs, lequel tendait au retour pur et simple à l’état des choses antérieur. Le camp des opposants à la révolution d’Octobre a pâti de son hétérogénéité et de ses désunions.
Certains généraux « blancs » tels Kornilov se soucient en fait fort peu de rétablir la monarchie, et se voient très bien à la tête d’une république dictatoriale. Leurs projets préfigurent en partie les fascismes européens.
Selon Serge Wolikow, « la guerre civile forme le Parti et fabrique une politique identifiée à la révolution sans être celle qui avait été rêvée. Entre 1918 et 1921-1922, se met en place un État révolutionnaire : la guerre civile est en même temps perçue comme la poursuite de la révolution ».

## Encadrement

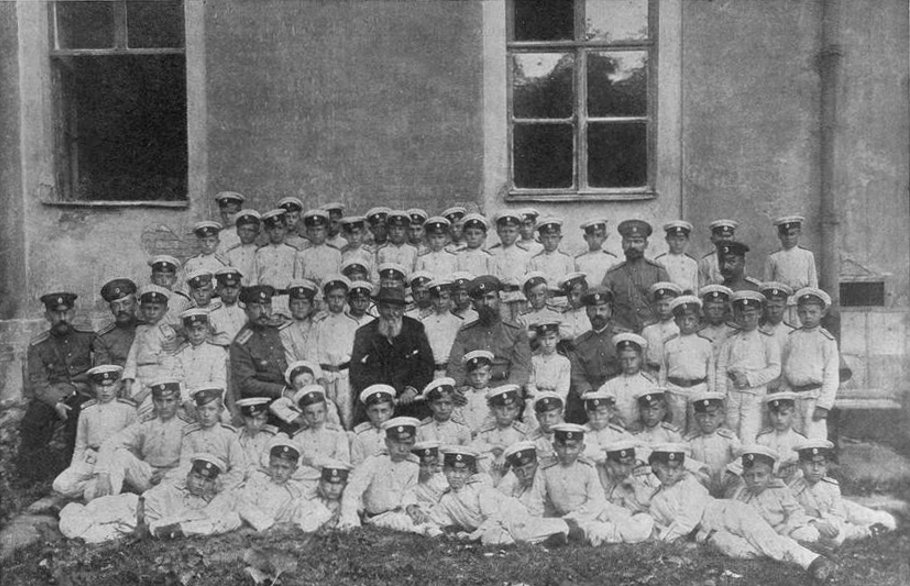
École de cadets de Voronej en 1910.

Au XIXe siècle, le recrutement des officiers est assuré essentiellement par les écoles de cadets, créées par l'impératrice Anne en 1732. Elles sont réservées à la noblesse : sous Alexandre II, le ministre Dmitri Milioutine tente de les démocratiser en les transformant en lycées militaires mais cette réforme favorise la propagation des idées subversives, ce qui incite Alexandre III à revenir à l'ancien système. Trois écoles supérieures, l'Académie d'état-major, l'Académie du génie et l'École d'artillerie, forment les officiers de ces branches. Il y a quelques cas d'officiers populaires sortis du rang sans passer par les cadets.
Les écoles de sous-officiers, sous Alexandre III, sont au nombre de 140 pour l'infanterie et la cavalerie. Leurs élèves sont choisis parmi les soldats qui optent pour le service à vie. D'autres écoles forment les sous-officiers d'artillerie, les techniciens et dessinateurs des ateliers militaires, les ouvriers des arsenaux de Toula et Ijevsk, les ambulanciers.
L'entrée de la Russie dans la Première Guerre mondiale entraîne un rapide renouvellement de l'encadrement. Au début de la guerre, la noblesse en représente la grande majorité : 90% des généraux, 80% des officiers de rang moyen et 65% des officiers inférieurs. 60 000 officiers sont tués et blessés dans les 12 premiers mois de la guerre et 72 000 sont morts ou disparus de 1914 à 1917 dont 208 généraux et 1 076 médecins militaires. Au total, l’armée reçoit 227 000 nouveaux cadres pendant la guerre dont seulement 5% de nobles, 27,5% de bourgeois et 58,4% de paysans. Les nouveaux officiers et sous-officiers, le plus souvent d’origine populaire, supportent de plus en plus mal l’arrogance et l’incompétence de leurs supérieurs : quand l’agitation révolutionnaire se fera sentir dans l’armée, beaucoup se solidariseront de leurs hommes.

## Héritage
Après sa victoire, l'Armée rouge reprend avec parcimonie quelques-unes des traditions de l'ancienne armée ; ce retour aux sources deviendra beaucoup plus net pendant la Grande Guerre patriotique de 1941-1945 où Joseph Staline réintroduit bon nombre de décorations et symboles militaires de l'ancien régime. En février 1946, l'Armée rouge prend officiellement le nom d'Armée soviétique.
Depuis 1992, ce sont les actuelles forces armées de la fédération de Russie qui reprennent le flambeau. Les figures impériales et militaires du passé tsariste sont revalorisées dans la société civile, puis dans l'armée à partir des années 1990 : Pierre le Grand, Catherine II, Koutouzov et surtout Souvorov, chef issu du peuple, proche de ses soldats, vainqueur des Turcs et considéré comme le lointain inspirateur de l'armée de la Guerre patriotique de 1812. Ce passé redevient un objet d'étude dans les écoles militaires.

## Rangs et pattes d’épaule de l’armée impériale russe
| Infanterie, Génie militaire | Artillerie | Cavalerie | Cosaques | Pattes d’épaule |
| --- | --- | --- | --- | --------------- |
| Rangs | | | |                 |
| Militaires du rang (Солдаты) | | | |                 |
| Рядовой, гренадер, стрелок (Troupier, Grenadier, Tireur) | Канонир (Canonnier) | Рядовой, гусар, драгун, улан, кирасир (Troupier, Hussard, Dragon, Uhlan, Cuirassier)                                                      | Казак (Cosaque) |                 |
| Ефрейтор (Appointé) | Бомбардир (Bombardier) | Ефрейтор (Appointé) | Приказный (Prikazny) |                 |
| Sous-officiers (Унтер-офицеры) | | | |                 |
| Младший унтер-офицер (Caporal) | Младший фейерверкер (Artificier) | Младший унтер-офицер (Caporal) | Младший урядник (Garde) |                 |
| Старший унтер-офицер (Sergent) | Старший фейерверкер (artificier chef) | Старший унтер-офицер (Sergent) | Старший урядник (Garde chef) |                 |
| Фельдфебель (Feldwebel / Sergent-chef) | Фельдфебель, вахмистр (конная артиллерия) (Feldwebel, Vakhmistr: chevalier artillerie / Sergent-chef / Maréchal des logis)                | Вахмистр (Vakhmistr / Sergent-chef / Maréchal des logis)                                                                                  | Вахмистр (Vakhmistr / Sergent-chef / Maréchal des logis)                                                                                       |                 |
| Подпрапорщик (Podpraporchtchik / Aspirant) | Подпрапорщик (Podpraporchtchik / Aspirant)                                                                                                | Подпрапорщик (Podpraporchtchik / Aspirant)                                                                                                | Подхорунжий (Podkhorunzhiy / Aspirant) |                 |
| Зауряд-прапорщик, подпрапорщик на офицерской должности (Zauriad-Praporchtchik, Podpraporchtchik dans un poste d'officier / Aspirant-chef)                                           | Зауряд-прапорщик, подпрапорщик на офицерской должности (Zauriad-Praporchtchik, Podpraporchtchik dans un poste d'officier / Aspirant-chef) | Зауряд-прапорщик, подпрапорщик на офицерской должности (Zauriad-Praporchtchik, Podpraporchtchik dans un poste d'officier / Aspirant-chef) | Зауряд-хорунжий (Zauriad-Horunzhiy / Aspirant-chef)                                                                                            |                 |
| Officiers subalterne (Обер-офицеры) | | | |                 |
| Прапорщик (только в военное время) (Praporchtchik / Enseigne: seulement en temps de guerre)                                                                                         | | | |                 |
| Подпоручик (Sous-lieutenant) | Подпоручик (Sous-lieutenant) | Корнет (Cornette) | Хорунжий (Horunzhiy / Enseigne) |                 |
| Поручик (Lieutenant) | Поручик (Lieutenant) | Поручик (Lieutenant) | Сотник (Centurion) |                 |
| Штабс-капитан (Capitaine en second) | Штабс-капитан (Capitaine en second) | Штабс-ротмистр (Rittmeister en second) | Подъесаул (Sous-iessaoul) |                 |
| Капитан (Capitaine) (après 1884, la classe a été mise à niveau vers VIII) | Капитан (Capitaine) (après 1884, la classe a été mise à niveau vers VIII)                                                                 | Ротмистр (Rittmeister) (après 1884, la classe a été mise à niveau vers VIII)                                                              | Есаул (Iessaoul) (après 1884, la classe a été mise à niveau vers VIII)                                                                         |                 |
| Officiers supérieur (Штаб-офицеры) | | | |                 |
| Подполковник (Lieutenant-colonel) | Подполковник (Lieutenant-colonel) | Подполковник (Lieutenant-colonel) | Подполковник (Lieutenant-colonel) (supprimé en 1884) Войсковой старшина (Voiskovoi starshina / Sergent-major militaire / Ancien) (depuis 1885) |                 |
| Полковник (Colonel) | | | |                 |
| Généraux (Генералы) | | | |                 |
| Генерал-майор (Major-général) | | | |                 |
| Генерал-лейтенант (Lieutenant-général) | | | |                 |
| Généraux de la catégorie de forces (Генералы рода войск) | | | |                 |
| Генерал от инфантерии, инженер-генерал(Général d’infanterie, Ingenieur-général | Генерал от артиллерии (Général d’artillerie)                                                                                              | Генерал от кавалерии (Général de cavalerie)                                                                                               | Генерал от кавалерии (Général de cavalerie) |                 |
| Генерал-фельдмаршал (Generalfeldmarschall) (Le grade existait, mais dans la période 1914-1917 aucun des généraux russes n'a été attribué. L'image de l'insigne est conditionnelle.) | | | |                 |